# Marquard IV d'Eppenstein
Marquard IV (+16 de juny de 1076) fou un noble de Caríntia i Estíria, fill d'Adalberó de Caríntia.
Quan Adalberó fou enderrocat per l'emperador i va perdre el ducat (1035), morint quatre anys després al comtat d'Ebersberg (origen de la seva mare) el 1039, el va succeir el seu fill Marquard IV d'Eppenstein, que apareix esmentat en diverses donacions. Després de la mort d'Enric III i les lluites que van seguir pel tron, i la Querella de les Investidures, va aconseguir el suport de la noblesa local, i va agafar el control efectiu del ducat de Caríntia especialment de la part sud, si bé no apareix mai amb el títol de duc. Segons Lampert d'Hersfeld el duc Bertold I de Zähringen fou deposat el 1073 i nomenat Marquard, però aquesta afirmació és discutida. De fet Bertold fou deposat formalment el 1077 a la dieta d'Ulm, i això només seria possible si després de ser deposat el 1073 hagués estat nomenat altre cop, cosa força improbable. Es va casar amb Liutburga de Plain i va tenir:
- Liutold († 1090), duc de Caríntia i marcgravi de Verona (1076-1090), comte d'Eppenstein, vogt d'Aquileia
- Enric V de Caríntia († 1122), comte d'Eppenstein, duc de Caríntia i marcgravi de Verona (1090-1122), (1090-1122), marcgravi de Carniola (1077-1093), marcgravi de Friül (1077-1093), marcgravi d'Ístria (1077/1086? -1093), governador d'Aquileia (1076/1090? -1101/02) i vogt de Moosburg.
- Marquard, comte
- Ulric († 1121), abat de Sant Gall (des 1077), abat de Reichenau (1079), patriarca d'Aquileia (des 1085)
- Herman († 1087), (anti)bisbe de Passau (1085-1087)
- Hartman
- Beatrix
- Cunegunda
- Hemma